# Канаполис (Баия)
Вижте пояснителната страница за други значения на Канаполис.
Канаполис (на португалски: Canápolis) е град и община в Бразилия, щат Баия, мезорегион Крайно западна Баия, микрорегион Санта Мария да Витория. Според Бразилския институт по география и статистика през 2010 г. общината има 9382 жители.